# Віртуальна шовкова магістраль
Проєкт "Віртуа́льна шо́вкова магістра́ль" ("Шовковий проєкт") передбачається створення мережі супутникового зв'язку, яка забезпечить доступ до інтернету вченим і дослідникам у восьми країнах Південного Кавказу та Центральної Азії.  Проєкт не тільки дає прямі практичні вигоди його учасникам, забезпечуючи доступ до глобальної інформаційної мережі, але також служить меті зміцнення принципу партнерства, що є невід'ємною частиною стратегічної концепції НАТО та вносить свій вклад в зміцнення миру і стабільності в євроатлантичному регіоні. 
Проєкт, розроблений і проводиться Науковим Комітетом НАТО з ініціативи його Консультативної комісії по мережах ЕОМ, дозволить вченим і викладачам ряду держав-партнерів НАТО отримати надійний і економічний доступ до Інтернету.   

## Обґрунтування
названий на честь Великого шовкового шляху - легендарної торгової магістралі, що з'єднувала Азію і Європу в перші століття нашої ери.  Крім торгівлі Великий шовковий шлях сприяв обміну інформацією та знаннями між найважливішими регіонами світу. У конфігурацію "Шовкової мережі" входять супутникові антени та мережева апаратура, встановлені в кожній з восьми країн-учасниць, центральний розподільний пункт (мережевий центр) в Західній Європі, обладнаний супутниковою антеною і мережевий апаратурою, супутників, які надаються кампанією за контрактом та доступ до Інтернету .  Під'єднання до Інтернету для вчених і викладачів восьми країн буде здійснюватися з використанням загального супутникового променя. 

### Проблематика проєкту
Науковий комітет НАТО надає підтримку проєктам створення мереж ЕОМ в регіонах Кавказу і Центральної Азії з 1994 р Головним завданням подібних проєктів, деякі з яких ще знаходяться в процесі реалізації, є надання допомоги вченим в країнах Південного Кавказу (Азербайджані, Вірменії та Грузії) і Центральної Азії (Казахстані, Киргизькій Республіці, Таджикистані, Туркменістані та Узбекистані) у створенні інфраструктури зв'язку, відповідної їх потребам.  Вже створені базові локальні обчислювальні мережі (ЛОМ) та регіональні обчислювальні мережі (РВС), а також вдосконалені наявні технічні засоби для підвищення надійності з'єднань в мережі науково-дослідних організацій та навчальних закладів.  Після створення наземної інфраструктури стало ясно, що для повномасштабного використання цієї нової інфраструктури і вдосконалених технічних засобів, а також для полегшення наукових контактів з глобальним співтовариством вчених, цим країнам необхідно надійне підключення до Інтернету.
Так як ці країни знаходяться за межами європейської зони Інтернету, призначеної для дослідників і викладачів вищих навчальних закладів, у них немає можливості отримати економічний доступ до високошвидкісної волоконно-оптичного зв'язку, використовуваної в даний час в Європі.  Єдиний альтернативний варіант - підключення до Інтернету через супутник - також дуже дорогий і, як правило, не доступний колективам вчених і викладачів регіону.  В результаті реалізації проєкту все співтовариство вчених восьми країн-учасниць зможе отримувати інформацію зі швидкістю від 64 до 384 кбіт /с.  Для порівняння, звичайні західноєвропейські користувачі Інтернету в побутових умовах отримують інформацію зі швидкістю набагато більшою.  Без допомоги ззовні держави-партнери не можуть знайти кошти, необхідні для поліпшення і підвищення надійності підключення до Інтернету.  Більш того, без належного доступу до Інтернету вчені та дослідники цього регіону залишатимуться в ізоляції і не зможуть обмінюватися науковими знаннями зі своїми колегами в інших країнах світу.

### Загальна характеристика проєкту
"Шовковий проєкт" - це проєкт створення мереж ЕОМ.  Він має конкретну спрямованість на полегшення обміну інформацією між науково-дослідними організаціями та вищими навчальними закладами в країнах Кавказу і Центральної Азії та подібними установами в решті частини світу з допомогою простого і надійного підключення до Інтернету.  Затвердження проєкту відбулося 29 жовтня 2001 на осінньому засіданні Наукового комітету НАТО в Грузії і потім до його здійснення приступила Консультативна комісія по мережах ЕОМ Наукового комітету.  Для підключення до Інтернету і створення "Шовкової мережі" - сучасної інформаційної мережі, яка навесні 2003 року була повністю введена в експлуатацію - кожна з восьми країн-учасниць отримала найсучасніші супутникові технології.

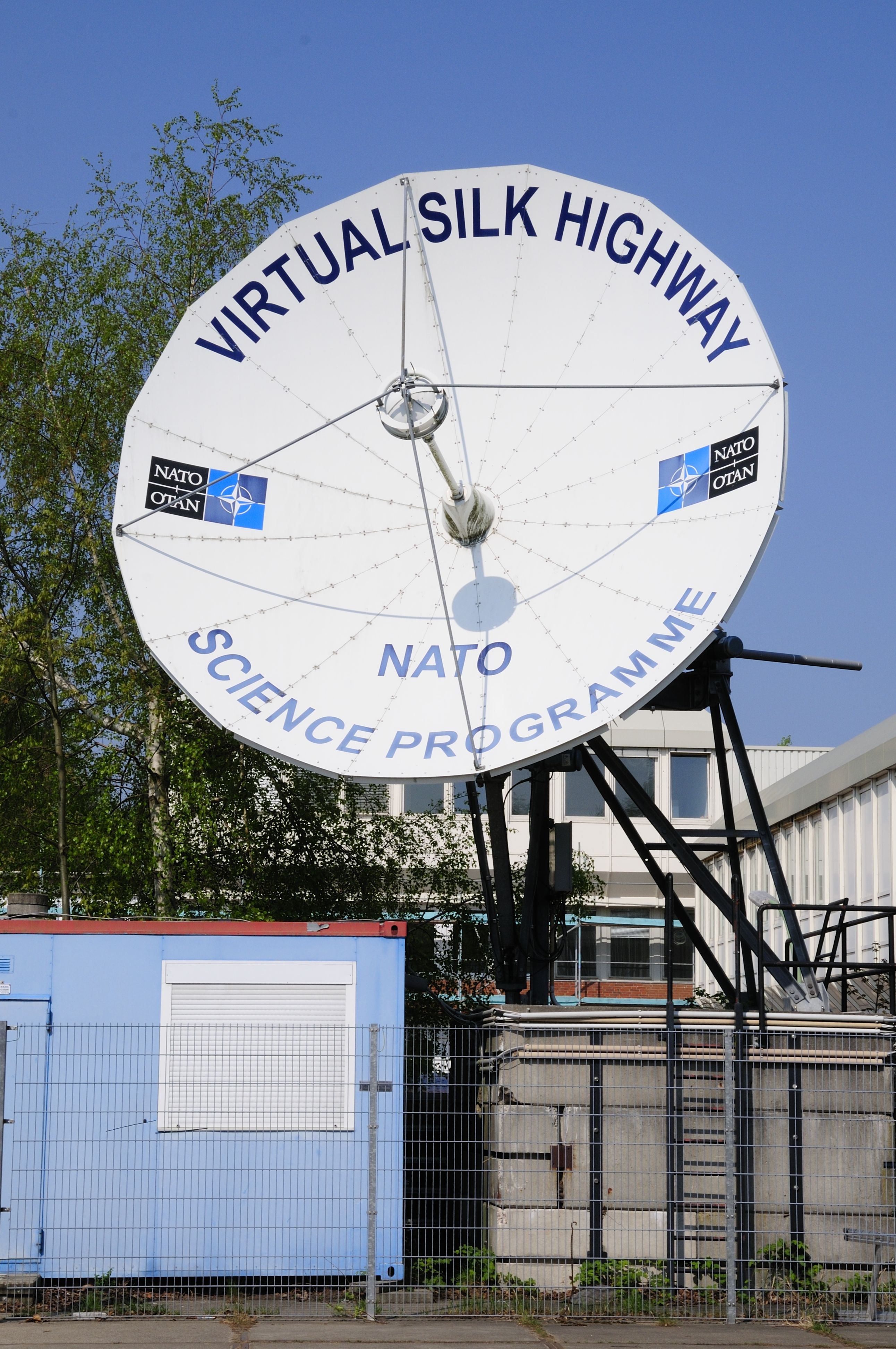
Програма "Наука заради миру" супутникова тарілка "Віртуальний шовковий шлях" DESY

У кожній з країн-учасниць за допомогою НАТО створюються організації національних науково-дослідних і освітніх мереж (НРЕН), які будуть задовольняти потреби науково-дослідних установ та вищих навчальних закладів у підключенні до національних мереж.  НРЕН визначатимуть основні принципи допустимого використання мереж, в тому числі склад передбачуваних користувачів, вимоги до доступу для користувачів мережі, а також типи наукових досліджень і проєктів, для яких призначається така мережа.  Однак при використанні "Шовкової мережі" подібні національні мережі повинні будуть застосовувати принципи допустимого використання, прийняті в європейських НРЕН, через які проводиться переміщення даних.  Хоча ці принципи не накладають зайвих обмежень, переміщення даних у цих мережах можливо виключно в некомерційних цілях. 
Технології, застосовувані в "Шовкової мережі", забезпечують можливість застосування сучасних методів кешування (записи даних в буферну пам'ять).  Механізм кешування присутній на кожному сайті "Шовкової мережі" в восьми країнах-учасницях, тому при запиті інформації користувачем спочатку проводиться перевірка її наявності в одному з таких кешей.  Якщо вона там виявляється, то таку інформацію діставатимуть на місці, а не через супутниковий зв'язок.  Подібні методи кешування дозволяють постійно підвищувати реально існуючу пропускну здатність мережі (час, необхідний для передачі та отримання даних) і домагатися економії смуги пропускання на 30%, що підвищує загальну економічність і ефективність мережі.  Інформацію можна кешувати відповідно до різноманітними критеріями, в тому числі за змістом, термінами її застаріння або об'ємом. 
В інфраструктуру "Шовкової мережі" входить також Пункт обміну даними на Інтернеті, де проводяться зустрічі місцевих прокатників мережі.  Пункт обміну даними на Інтернеті дає можливість прокатникам мережі обмінюватися національними потоками даних на Інтернеті, що дозволяє обходити дорогі міжнародні з'єднання за рахунок внутрішньої взаємодії.  Ця особливість "Шовкової мережі" дає значні фінансові вигоди країнам-учасницям у внутрішній господарської діяльності з використанням Інтернету. 
Вся система контролюється і управляється Центром керівництва, контролю та управління "Шовкової мережі" (ЦРКУ).  Контроль над системою має найважливіше значення з ряду причин, наприклад, для підтримки прийнятного якості її роботи, виявлення потреби в ліквідації несправностей та видачі свідчень про необхідність модернізації.  Ефективне керівництво системою також необхідно для підтримки в необхідних межах пропускної здатності мережі в кожній з країн-користувачів та сталого надання їм призначених частот, не позбавляючи при цьому інших країн-учасниць виділеної їм частки.  Крім того, при особливих подіях необхідно буде розподіляти додаткові частоти і змінювати, при необхідності, характеристики кешей.  У Гамбурзі створено Оперативний центр "Шовкової мережі" (ОЦШС) з пультом допомоги (обслуживаемом російськомовними операторами), де можна отримати відповіді на питання про мережу, повідомити про виникаючі проблеми, отримати технічну допомогу і встановити контакт з компанією "ЄвразіяСат", що надає супутниковий зв'язок .  З пульта допомоги також контролюється пропускна здатність мережі для визначення ступеня її надмірності або недостатності відповідно до виникаючих потреб. 

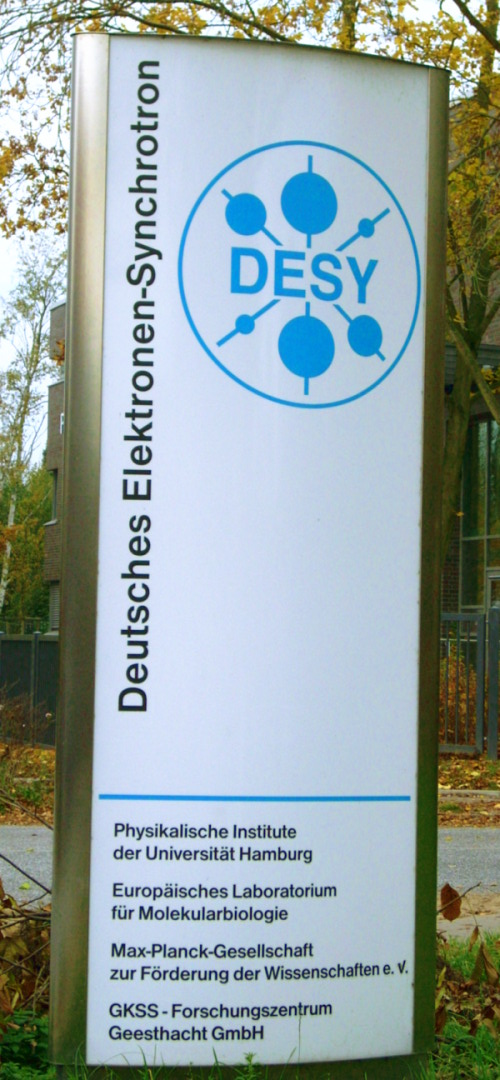
Вхід на в'їзді DESY в Гамбурзі, Німеччина

Успішній реалізації проєкту сприяла значна підтримка, надана НАТО іншими організаціями, в тому числі "Cisco Systems" і "Deutsches Elektronen-Synchrotron" (DESY), багатонаціональна компанія з виробництва електронної техніки, пожертвувала апаратуру на 400 тис. Дол. США, яка буде встановлена на восьми національних станціях. "DESY", німецький науково-дослідний інститут, який знаходиться в Гамбурзі, запропонував безкоштовно розмістити у себе європейський мережевий центр і забезпечити технічне керівництво мережею - ця послуга оцінюється в 350 тис. дол. США. Крім того , "DESY" також дав згоду на підключення "Шовкової мережі" до "GÉANT" (загальноєвропейської гигабитной дослідницької мережі Європейського союзу), що дозволить користувачам "Шовкової мережі" з'єднуватися з численними іншими дослідницькими мережами в усьому світі. Ця послуга оцінюється в 125 тис. дол. США. На додаток до цього Комісія європейських співтовариств надає фінансування (220 тис. дол. США) двом європейським університетам - Лондонському університетському коледжі та університети Гронігема - для керівництва проєктом та надання послуг з підтримки об'єктів інфраструктури.

## Спільна робота над проєктом
"Шовковий проєкт" - це найбільший з усіх проєктів, що проводяться при спонсорстві Наукового комітету НАТО.  Він розрахований на три роки при обсязі фінансування рівному $2,5 млн, що становить 40% бюджету на створення мереж ЕОМ.  Це капіталовкладення підкреслює цінності, що в цих восьми державах-партнерах розширенню знань про інформаційні технології та придбання навичок роботи з ними вченими. 
Очікується, що "Шовковий проєкт" дасть ряд позитивних результатів.  Висококваліфіковані дослідники та викладачі отримають доступ до ефективного і цінному засобу пізнання, розширять доступ до інформації.  В XXI столітті це служить найважливішою складовою частиною не тільки успішної наукової також відкритості і демократичності суспільства.  На додаток до цього "Шовковий проєкт" сприятиме вдосконаленню освітньої діяльності і допоможе ліквідувати розрив між багатими в інформаційному відношенні країнами. За проєктом також потрібна тісна співпраця між усім країнами-учасницями, що сприяє зміцненню миру і безпеки в регіоні.

## Розширення проєкту
"Шовковий проєкт" дозволить вдосконалити ряд аспектів систем зв'язку в країнах-учасницях, але їм забезпечується лише середньострокове рішення проблем підключення до Інтернету в цьому регіоні. Спонсорська діяльність НАТО дозволила створити необхідну інфраструктуру та можливості зв'язку для задоволення безпосередніх потреб регіону. Проте фінансування проєкту розраховане лише до 2005 року. Тому паралельно з проєктом робляться кроки по його розширенню з метою передачі іншим знань і досвіду, необхідних для технічного обслуговування та управління "Шовковий проєкт". 
Першорядним завданням стало вишукування додаткових джерел фінансування для довготривалого функціонування мережі.  Це дозволить забезпечити успішну безперервну роботу по проєкту і продовжити оновлення інфраструктури "Шовкової мережі" відповідно до розвитку технологій в цій галузі.  Крім того, важливо створити належні структури управління цією мережею.  В результаті цього НРЕН була поставлена задача пошуку міцних фінансово-управлінських структур і встановлення з ними договірних відносин з тим, щоб після припинення фінансування по лінії НАТО інфраструктура "Шовкової мережі" могла продовжувати справно служити і в наступні роки. 
Існує також ймовірність того, що "Шовковий проєкт" може бути розширений за рахунок включення в нього різних міжнародних і неурядових організацій, що працюють в цьому регіоні.  Першими організаціями, що розглядають таку можливість, стали Програма розвитку ООН (ПРООН), яка займається питаннями посилення зв'язку з державними органами і неурядовими організаціями регіону, і "Фонд Сороса"
   - неурядова організація, яка прагне до розвитку демократії в цьому регіоні за допомогою підключенню до Інтернету
.

## Наукова програма НАТО
Наукова програма НАТО об'єднує науковців з країн НАТО і держав-партнерів в цілях обміну науковими знаннями та співробітництва в розвитку науки.  На додаток до сприяння розвитку міжнародного співробітництва, необхідного для прогресу науки, Наукова програма також служить справі миру, зміцнюючи довіру і взаєморозуміння і сприяючи міцним зв'язкам між вченими в Євроатлантичному регіоні. Наукова програма підрозділяється на чотири підпрограми: "Наукові стипендії" (для підготовки молодих дослідників), "Гранти для спільних науково-технічних проєктів" (для налагодження співпраці між дослідниками і створення міцних зв'язків між вченими), Підтримка дослідницької інфраструктури (для сприяння державам-партнерам у організації своїх дослідницької діяльності та створення необхідної базової інфраструктури для мереж ЕОМ), "Наука заради миру і безпеки " (для підтримки Партнерів в період їх переходу до ринкової економіки, заснованої на оптимальних екологічних принципах). Загальний напрямок цієї діяльності та керівництво Наукової програмою забезпечується Науковим комітетом НАТО, до складу якого входять представники всіх держав-членів НАТО. 
Компонент "Підтримка дослідницької інфраструктури" Наукової програми НАТО забезпечує сприяння в області мереж ЕОМ, науково-технічної політики та організації.  Його мета - створити базову інфраструктуру, необхідну для науково-дослідної і дослідно-конструкторської роботи в тих країнах, де відсутні необхідні технології.  Це дозволить налагодити контакти між вченими на місцевому та регіональному рівні з міжнародним науковим співтовариством.
- в науковій програмі НАТО щорічно беруть участь приблизно 10 000 вчених з країн РЄАП;
- щорічно присуджується приблизно 1100 наукових стипендій;
- щорічно проводиться близько 100 наукових конференцій, в яких бере участь понад 5000 осіб з країн НАТО і держав-партнерів.